# Lygarina nitida
Lygarina nitida är en spindelart som beskrevs av Simon 1894. Lygarina nitida ingår i släktet Lygarina och familjen täckvävarspindlar. Inga underarter finns listade i Catalogue of Life.